# Серафим (Кузьминов)
Епи́скоп Серафи́м (в миру Дмитрий Николаевич Кузьминов; 31 августа 1977, Богородицк, Тульская область) — епископ Русской православной церкви, епископ Белёвский и Алексинский.

## Биография
Родился 31 августа 1977 года в семье служащих.
Старшеклассником и по окончании в 1993 году средней школы нёс послушание алтарника при Казанском храме города Богородицка.
В 1997 году поступил на пастырские курсы при Тульском епархиальном управлении.
9 декабря 1997 года по благословению митрополита Тульского и Белёвского Серапиона (Фадеева) архимандритом Кириллом (Наконечным) пострижен в монашество с наречением имени Серафим в честь преподобного Серафима Саровского.
10 декабря 1997 года митрополитом Тульским и Белёвским Серапионом (Фадеевым) рукоположён во иеродиакона с назначением в штат Казанского храма города Богородицка.
5 апреля 1998 года в Успенском кафедральном соборе города Богородицка викарием Тульской епархии епископом Богородицким Кириллом (Наконечным) рукоположён во иеромонаха Казанскому храму города Богородицка.
24 июня 1998 года назначен преподавателем Священной истории Нового Завета на пастырских курсах при Тульском епархиальном управлении.
В 1999 году окончил пастырские курсы при Тульском епархиальном управлении.
С 10 февраля 2000 года по 12 февраля 2002 года и с 4 января 2003 года ― настоятель Никольского храма селения Карачево Дубенского района Тульской области.
15 ноября 2001 года одновременно назначен настоятелем храма святых апостолов Петра и Павла посёлка Дубна Тульской области. По словам протоиерея Льва Махно: «С нуля начинал строительство храма Петра и Павла в Дубне, по сути, сам руководил строительными работами»
В 2004 году окончил Калужскую духовную семинарию.
С 2005 года — преподаватель кафедры теологии Тульского государственного университета.
В 2007 году окончил Санкт-Петербургскую духовную академию.
1 декабря 2007 года возведён в сан игумена.
17 марта 2011 года постановлением Епархиального Собрания включён в состав епархиальной попечительской комиссии.
27 июля 2011 года решением Священного синода избран епископом Каменским и Алапаевским.
19 августа 2011 года в кафедральном соборном Храме Христа Спасителя Патриархом Кириллом возведён в сан архимандрита.
27 августа 2011 года в Тронном зале Патриарших покоев Храма Христа Спасителя Патриарх Московский и всея Руси Кирилл возглавил чин наречения архимандрита Серафима (Кузьминова) во епископа Каменского и Алапаевского.
3 сентября 2011 года в иркутском Знаменском монастыре Патриарх Кирилл совершил хиротонию архимандрита Серафима во епископа Каменского и Алапаевского. В богослужении участвовали: управляющий делами Московской Патриархии митрополит Саранский и Мордовский Варсонофий (Судаков), архиепископ Красноярский и Ачинский Антоний (Черемисов), архиепископ Иркутский и Ангарский Вадим (Лазебный), архиепископ Екатеринбургский и Верхотурский Кирилл (Наконечный), архиепископ Хабаровский и Приамурский Игнатий (Пологрудов), епископ Читинский и Краснокаменский Евстафий (Евдокимов), епископ Улан-Удэнский и Бурятский Савватий (Антонов), руководитель Административного секретариата Московской Патриархии епископ Солнечногорский Сергий (Чашин), епископ Бельцкий и Фэлештский Маркелл (Михэеску); епископ Енисейский и Норильский Никодим (Чибисов), епископ Якутский и Ленский Роман (Лукин), епископ Находкинский и Преображенский Николай (Дутка).
С 12 по 23 декабря 2011 года слушал двухнедельные курсы повышения квалификации для новоизбранных архиереев Русской Православной Церкви в Общецерковной аспирантуре и докторантуре имени святых равноапостольных Кирилла и Мефодия.
27 декабря 2011 года решением Священного Синода назначен епископом Белёвским и Алексинским.

## Награды

### Церковные
- Медаль святителя Иннокентия, митрополита Московского (2006 год)

### Светские
- «Почётный гражданин Дубенского района» Тульской области (2005 год)[9]